# Liste der Biografien/Eij
Liste der Biografien |
Portal Biografien |
Personensuche
# |
A |
B |
C |
D |
E |
F |
G |
H |
I |
J |
K |
L |
M |
N |
O |
P |
Q |
R |
S |
T |
U |
V |
W |
X |
Y |
Z |
?
 
Ea |
Eb |
Ec |
Ed |
Ee |
Ef |
Eg |
Eh |
Ei |
Ej |
Ek |
El |
Em |
En |
Eo |
Ep |
Eq |
Er |
Es |
Et |
Eu |
Ev |
Ew |
Ex |
Ey |
Ez
 
Eia |
Eib |
Eic |
Eid |
Eie |
Eif |
Eig |
Eih |
Eij |
Eik |
Eil |
Eim |
Ein |
Eip |
Eir |
Eis |
Eit |
Eiv |
Eix |
Eiy |
Eiz
Die Liste der Biografien führt alle Personen auf, die in der deutschsprachigen Wikipedia einen Artikel haben. Dieses ist eine Teilliste mit 23 Einträgen von Personen, deren Namen mit den Buchstaben „Eij“ beginnt.

## Eij

### Eijb
- Eijbergen, Johanna van (1865–1950), niederländische Zeichnerin, Malerin und Designerin von Metallornamenten
- Eijbergen, Soraya de Visch (* 1993), niederländische Badmintonspielerin

### Eijc
- Eijck, Hans van (* 1946), niederländischer Organist und SongwriterHans van Eijck (* 1946)

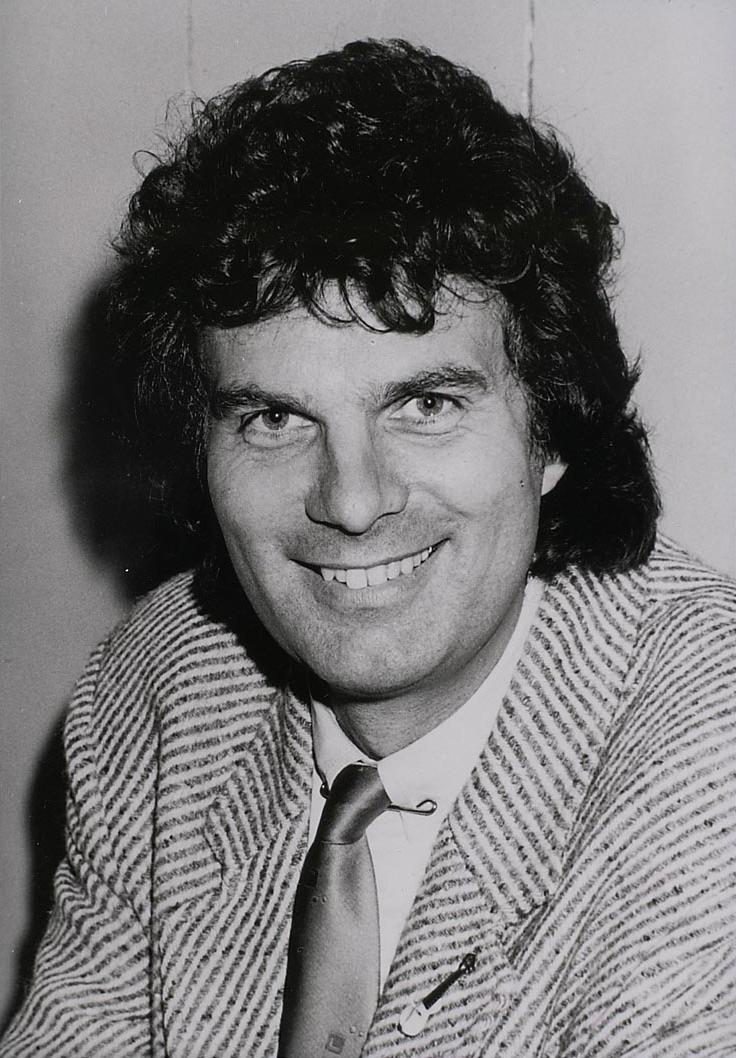
Hans van Eijck (* 1946)

### Eijd
- Eijden, Jan van (* 1976), deutscher Radsportler
- Eijden, Rens van (* 1988), niederländischer Fußballspieler

### Eiji
- Eiji Kusuhara (1947–2010), japanischer Schauspieler

### Eijk
- Eijk, Philip van der (* 1962), britisch-niederländischer Klassischer Philologe und Literaturwissenschaftler
- Eijk, Sander van der (* 1991), niederländischer Fußballschiedsrichter
- Eijk, Simon Speijert van der (1771–1837), niederländischer Dichter, Mathematiker und Physiker
- Eijk, Stig van (* 1981), norwegischer Sänger
- Eijk, Wim (* 1953), niederländischer Geistlicher, römisch-katholischer Erzbischof von Utrecht
- Eijkelboom, Hans (* 1949), niederländischer konzeptueller Fotograf
- Eijkelkamp, René (* 1964), niederländischer Fußballspieler
- Eijken, Frits (1893–1978), niederländischer Ruderer
- Eijkman, Christiaan (1858–1930), niederländischer Hygieniker, Nobelpreisträger für Medizin

### Eijl
- Eijlers, Gerrie (* 1980), niederländischer Handballspieler

### Eijm
- Eijma, Roshon van (* 1998), niederländischer Fußballspieler
- Eijmers, Willem (1884–1932), niederländischer Fußballschiedsrichter

### Eijo
- Eijo y Garay, Leopoldo (1878–1963), spanischer Bischof und Schriftsteller

### Eijs
- Eijs, Frank van (* 1971), niederländischer Fußballspieler
- Eijs, Irene (* 1966), niederländische Ruderin
- Eijssen, Yannick (* 1989), belgischer Straßenradrennfahrer
- Eijsvogel, Marjolein (* 1961), niederländische Hockeyspielerin